# Apostolischer Nuntius in Argentinien

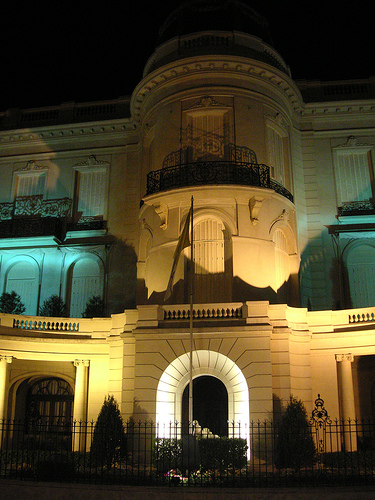
Die Apostolische Nuntiatur in Buenos Aires

Der Apostolische Nuntius in Argentinien ist der ständige Vertreter des Heiligen Stuhles (also des Papstes als Völkerrechtssubjekt) bei der Regierung der Republik Argentinien. Der Sitz der Nuntiatur ist der Palacio Fernández Anchorena, in Buenos Aires.

## Verzeichnis der Nuntien in Argentinien seit 1877
- Angelo Di Pietro Delegat (31. Dezember 1877 – ~30. September 1879)

- Luigi Matera Delegat (19. September 1879 – 14. Oktober 1884)
- Antonio Sabatucci Internuntius (März 1900 – November 1906)
- Achille Locatelli Internuntius (22. November 1906 – 8. Juli 1916)
- Alberto Vassallo di Torregrossa (2. Mai 1916 – 6. August 1920)
- Giovanni Beda Cardinale, O.S.B. (25. Juli 1922 – 29. August 1925)
- Filippo Cortesi (November 1926 – 1936)
- Giuseppe Fietta (20. Juni 1936 – 26. Januar 1953)
- Mario Zanin (7. Februar 1953 – 1958)
- Umberto Mozzoni (20. September 1958 – 19. April 1969)
- Lino Zanini (7. Mai 1969 – 1974)
- Pio Laghi (27. April 1974 – 10. Dezember 1980)
- Ubaldo Calabresi (23. Januar 1981 – 4. März 2000)
- Santos Abril y Castelló (4. März 2000 – 9. April 2003)
- Adriano Bernardini (26. April 2003 – 15. November 2011)
- Emil Paul Tscherrig (5. Januar 2012 – 12. September 2017)
- Léon Kalenga Badikebele (17. März 2018 – 12. Juni 2019)
- Mirosław Adamczyk (seit 22. Februar 2020)